# CDCA5
CDCA5‏ (Sororin) هوَ بروتين يُشَفر بواسطة جين CDCA5 في الإنسان.